# Мамяково
Мамя́ково (рос. Мамяково, башк. Мәмәк) — присілок (у минулому село) у складі Кушнаренковського району Башкортостану, Росія.
Населення — 437 осіб (2010; 519 у 2002).
Національний склад:
- башкири — 58 %
- татари — 38 %